# Édentől keletre (film)
Az Édentől keletre (eredeti cím: East of Eden) 1955-ben bemutatott amerikai történelmi filmdráma, melyet Elia Kazan rendezett. A forgatókönyvet Paul Osborn írta, John Steinbeck 1952-ben megjelent azonos című regényének negyedik, befejező fejezetéből. A főbb szerepekben James Dean, Julie Harris, Raymond Massey, Burl Ives, Richard Davalos és Jo Van Fleet látható. Ez volt Dean azon három filmjének egyike, amelyben főszerepet alakított, illetve az egyetlen, amelyet még életében bemutattak.
Összességében pozitív kritikákat kapott és felkerült az Amerikai Filmintézet 400 legjobb amerikai filmet tartalmazó listájára (csakúgy, mint Dean Haragban a világgal és Óriás című filmjei). 2016-ban bekerült az amerikai Kongresszusi Könyvtár Nemzeti Filmadatbázisába, „mint kulturális, történelmi vagy esztétikai értéke miatt örök időkre megőrzésre érdemes” alkotás.

## Cselekmény

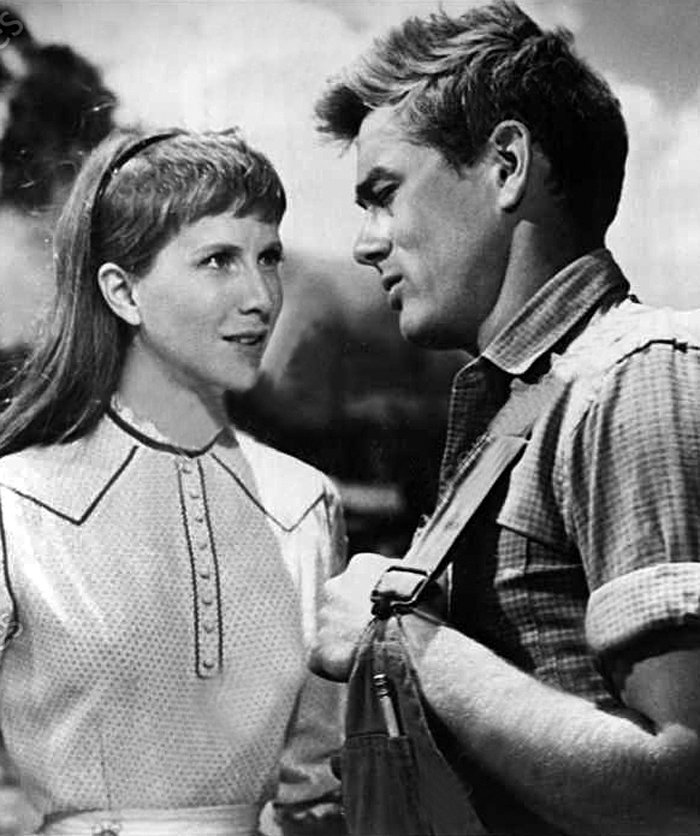
Julie Harris és James Dean a filmben

A cselekmény lazán követi a bibliai Káin és Ábel történetét.
A film 1917-ben, az első világháború idején játszódik, Kalifornia két partmenti városában, Montereyben és Salinasban. Cal és Aron fiatal férfiak, a farmerként és háborús időben a toborzóiroda vezetőségi tagjaként dolgozó, mélyen vallásos Adam Trask fiai. Adam jámbor és felelősségteljes, Cal viszont szeszélyes, megkeseredett és önmagát bűnösnek véli. Meggyőződése, hogy apjuk csak Aront szereti. A két fiú úgy tudja, édesanyjuk csecsemőkorukban meghalt. Cal azonban megdöbbentő felfedezést tesz: az asszony életben van és Montereyben bordélyházat üzemeltet. A férfi elhallgatja ezt az információt apja és testvére elől.
Adam zöldségszállítással próbálkozik, de üzleti tervébe hiba csúszik és ezért anyagilag tönkremegy. Hogy visszaszerezze az elvesztett pénzt és ami számára még fontosabb, kiérdemelje apja szeretetét, Cal babot kezd el termeszteni. A férfi tudja, ha az Egyesült Államok belép a háborúba, a bab eladási ára a sokszorosára nő majd. Az ehhez szükséges kezdőtőkét, 5000 dollárt Kate-től kéri kölcsön. Kate elárulja neki, miért hagyta el családját: gyűlölt a farmon élni, sosem szerette Adamet és fellázadt az irányításmániás férje ellen. Amikor az megpróbálta megakadályozni felesége távozását, Kate vállon lőtte. A pénz átadásakor szóvá teszi az ironikus tényt, miszerint Cal az asszony erkölcstelen üzletéből származó pénzzel akarja megmenteni vallásos apját.
Aron barátnője, Abra egyre inkább vonzódni kezd Calhoz és ő is viszonozza a lány érzéseit. Cal babüzlete sikeres lesz és a nyereséget Abra segítségével egy meglepetés születésnapi partin akarja odaajándékozni apjának. Az ünneplés kezdetekor Aron hirtelen bejelenti Abra eljegyzését (amiről a lány sem tudott). Adamet ez boldogsággal tölti el, de az egymáshoz vonzódó Abra és Cal mérsékelt örömmel fogadja a hírt. Cal büszkén átadja a pénzt apjának, de ő visszautasítja, miután megtudja, hogy fia a számtalan áldozatot követelő háborún nyerészkedett. A zavarodott Cal elhagyja a házat, Abra utánasiet, de Aron követi őket. Figyelmezteti testvérét, tartsa magát távol a menyasszonyától. Cal dühében elárulja neki az igazságot anyjáról és elviszi hozzá a bordélyházba, ahol durván nekilöki a megdöbbent Adamet az idős nőnek. Hazatérve Cal elárulja apjának, mit tett.
A békeszerető Aron ezután inni kezd, elveszíti az irányítást önmaga felett és felszáll egy újoncokat szállító katonavonatra. Adam a helyszínre ér, de tehetetlenül nézi, ahogy fia mániákusan nevetve a fejével töri össze a távozó vonat ablakát. Az apa stroke-ot kap és lebénul, képtelenné válva az önellátásra és a kommunikációra. Abra könyörög a férfinak, mutassa ki szeretetét Cal iránt, amíg még nem késő. Adam arra kéri fiát, szabaduljon meg idegesítő ápolónőjétől és a fülébe súgja, ezután ő gondoskodjon majd róla. A film végén Cal megcsókolja Abrát és apja ágya mellett marad, utalva rá, hogy beteljesíti annak kérését – illetve az apa és fia közti érzelmi szakadékot végül sikerült áthidalniuk. 

## Szereplők
| Szerep                  | Színész         | Magyar hang       |
| ----------------------- | --------------- | ----------------- |
| Caleb Trask             | James Dean      | Fodor Tamás       |
| Abra Bacon              | Julie Harris    | Pap Éva           |
| Adam Trask              | Raymond Massey  | Somogyvári Rudolf |
| Aron Trask              | Richard Davalos | Tordy Géza        |
| Sam, seriff             | Burl Ives       | Győrffy György    |
| Cathy Ames / Kate Trask | Jo Van Fleet    | Bánky Zsuzsa      |
| Will Hamilton           | Albert Dekker   |                   |
| Gustav Albrecht         | Harold Gordon   | Suka Sándor       |
| Rantani                 | Nick Dennis     |                   |
| Anne, Kate szolgálónője | Lois Smith      |                   |
| Joe, Kate embere        | Timothy Carey   | Gelley Kornél     |
| Adam ápolónője          | Barbara Baxley  | Schubert Éva      |
| Dr. Edwards             | Richard Garrick |                   |
| Roy Turner, autószerelő | Lonny Chapman   |                   |
| rendőr a parádén        | Lester Dorr     |                   |

## Fogadtatás

### Fontosabb díjak és jelölések
| Díj                           | Kategória                                  | Jelölt                  | Eredmény | Ref.   |
| ----------------------------- | ------------------------------------------ | ----------------------- | -------- | ------ |
| Oscar-díj (1956)              | legjobb rendező                            | Elia Kazan              | Jelölve  | [ 8 ]  |
| Oscar-díj (1956)              | legjobb férfi főszereplő                   | James Dean (posztumusz) | Jelölve  | [ 8 ]  |
| Oscar-díj (1956)              | legjobb női főszereplő                     | Jo Van Fleet            | Elnyerte | [ 8 ]  |
| Oscar-díj (1956)              | legjobb adaptált forgatókönyv              | Paul Osborn             | Jelölve  | [ 8 ]  |
| BAFTA-díj (1956)              | legjobb film                               | –                       | Jelölve  | [ 9 ]  |
| BAFTA-díj (1956)              | legjobb férfi főszereplő                   | James Dean              | Jelölve  | [ 9 ]  |
| BAFTA-díj (1956)              | legígéretesebb elsőfilmes szereplő         | Jo Van Fleet            | Jelölve  | [ 9 ]  |
| Cannes-i filmfesztivál (1955) | Arany Pálma                                | Elia Kazan              | Jelölve  |        |
| Cannes-i filmfesztivál (1955) | legjobb drámai film                        | Elia Kazan              | Elnyerte |        |
| Golden Globe-díj (1956)       | legjobb filmdráma                          | –                       | Elnyerte | [ 10 ] |
| Golden Globe-díj (1956)       | különleges díj (Special Achievement Award) | James Dean (posztumusz) | Elnyerte | [ 10 ] |

## Hatása
Egy 2014-es interjúban Nicolas Cage elárulta, hogy Dean, illetve annak filmbéli alakítása miatt kezdett színészkedni: „Azért kezdtem el a színészetet, mert James Dean akartam lenni. Láttam őt a Haragban a világgal és az Édentől keletre filmekben. Semmi sem hatott rám – sem rockdalok, sem klasszikus zene – olyan módon, ahogyan Dean tette azt az Édenben. Lenyűgözött. Úgy éreztem, »ezt akarom csinálni«”.
Leonardo DiCaprióra is hasonló hatással volt a film és Dean színészi játéka.

## Fordítás
- Ez a szócikk részben vagy egészben  az   East of Eden (film) című angol Wikipédia-szócikk ezen változatának fordításán alapul.  Az eredeti cikk szerkesztőit annak laptörténete sorolja fel. Ez a jelzés csupán a megfogalmazás eredetét és a szerzői jogokat jelzi, nem szolgál a cikkben szereplő információk forrásmegjelöléseként.